# 金兰寺遗址
金兰寺遗址是中華人民共和國廣東省廣州市增城区石滩镇金兰寺村的一個考古遺址，年代為新石器時代至漢代。該遺址於1956年首次發現，1958至1961年進行3次发掘，发掘面积為216平方米。1984年3月，公佈為增城市第一批重點文物保護單位。2020年11月，由於广汕铁路的建设，广州市文物考古研究院對遗址进行考古发掘。